# Isabel de Portugal, Rainha de Castela
Isabel de Portugal, ou Isabel de Avis (1428 — Arévalo, 15 de agosto de 1496), foi infanta de Portugal e rainha de Castela e Leão como a segunda esposa de João II de Castela.

## Família
Isabel era filha do Infante D. João de Portugal, filho de D. João I de Portugal e de Filipa de Lencastre, e de sua esposa D. Isabel de Barcelos, filha de Afonso, 1.º duque de Bragança (filho ilegítimo de D. João I de Portugal e de Inês Peres) e da esposa Beatriz Pereira de Alvim. Era assim neta e bisneta do rei D. João I. Neta porque o pai era filho do rei e bisneta porque o avô, Afonso, era filho de D. João I. Pela mãe é bisneta de Nuno Álvares.
Era irmã de Beatriz, infanta de Portugal, mãe de D. Manuel I de Portugal. Isabel é prima da imperatriz Leonor, mãe de Maximiliano I.

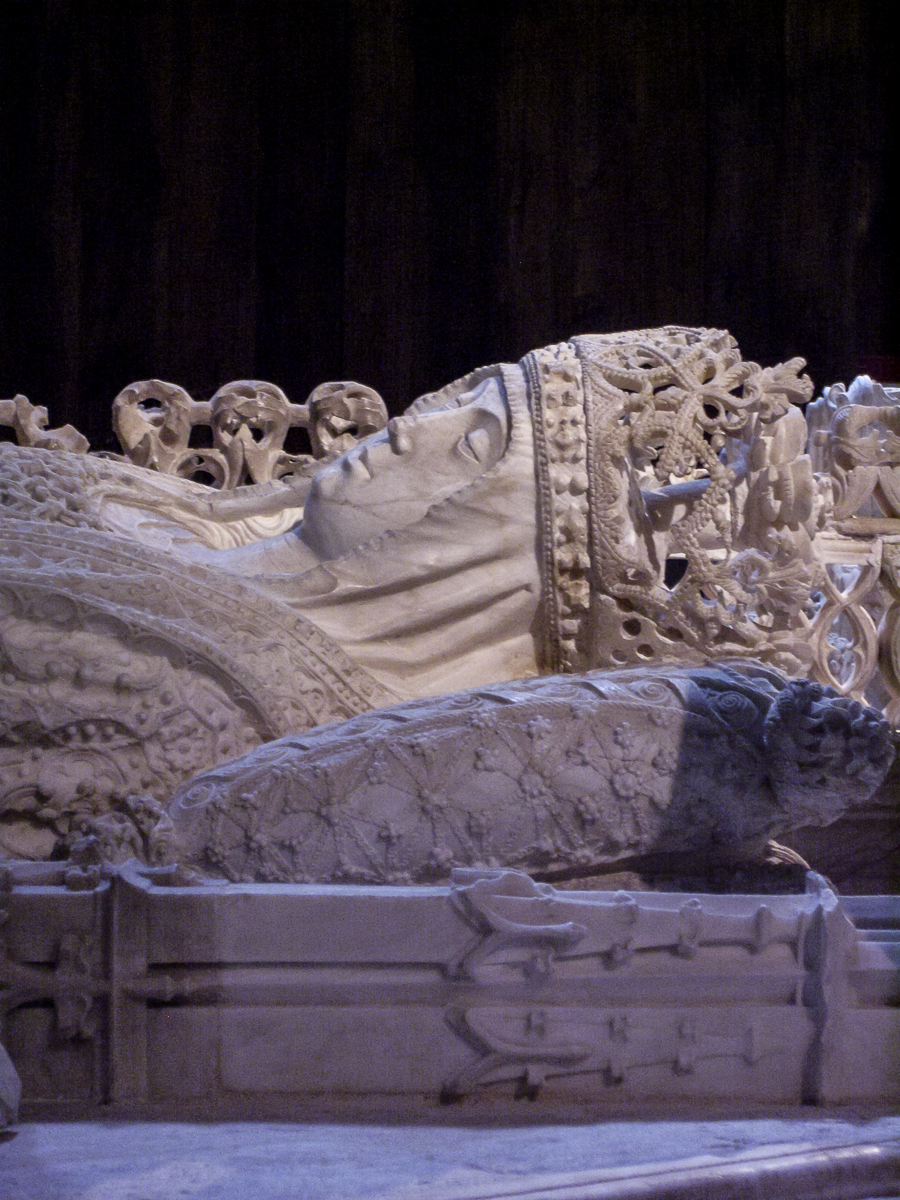
Jacente da rainha no túmulo que partilha com o marido, no Convento Cartuxo de Miraflores.

## Biografia
O casamento foi contratado em 1446, em Évora por influência de Álvaro de Luna.
Em 15 de agosto de 1447, casou-se com D. João II, rei de Castela e Leão, em Madrigalejo. Na época, este tinha 42 anos de idade, e ela apenas 19. Isabel e João são primos, pois a mãe do rei é Catarina de Lencastre, meia-irmã de Filipa de Lencastre, a avó paterna de Isabel.
Antes de Isabel, o rei havia sido casado com Maria de Aragão, que morreu em 1445 e foi mãe de Henrique IV de Castela, o sucessor de João II.
Seus filhos foram:
- Isabel I de Castela (22 de abril de 1451 - 26 de novembro de 1504) foi rainha soberana de Castela, esposa de Fernando II de Aragão;
- Afonso de Castela (15 de novembro de 1453 - 5 de julho de 1468) herdeiro do trono e príncipe das Astúrias.

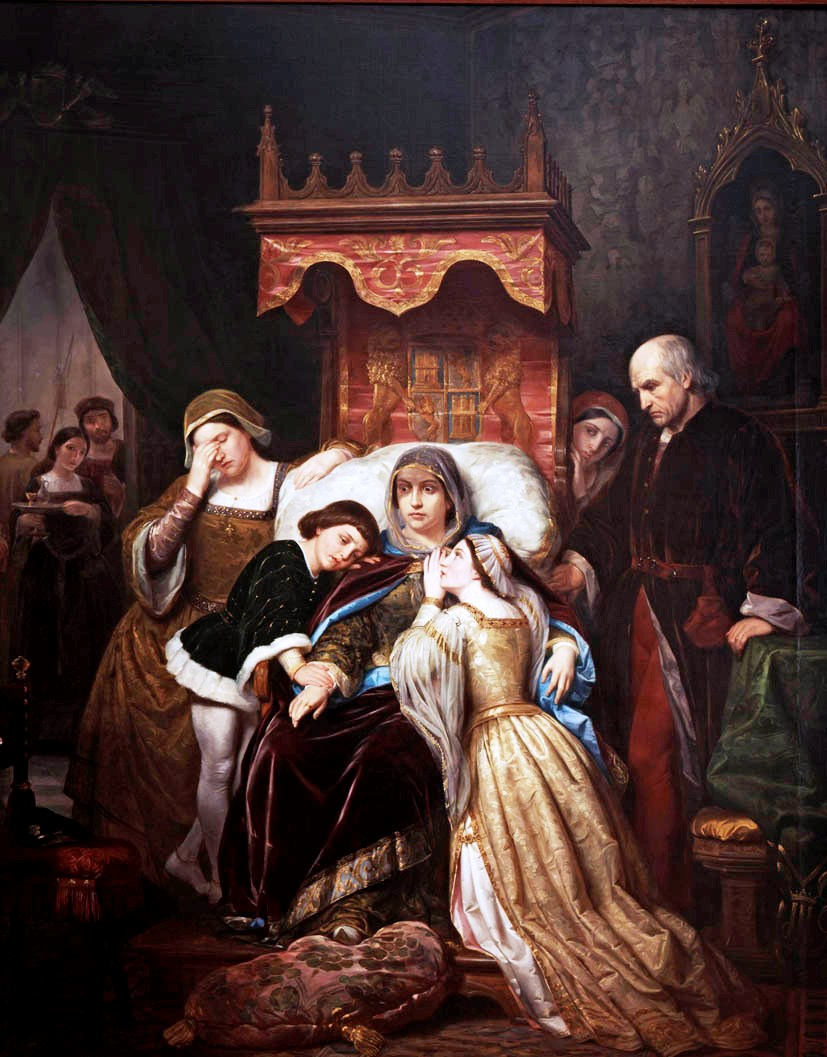
Isabel de Portugal rodeada dos seus filhos, vítima de um dos seus ataques. Quadro atribuído a Pelegrí Clavé.

Após o nascimento da filha, a rainha começou a sofrer de depressão.
Sabendo da política que Álvaro de Luna tomava, convenceu seu marido a destituí-lo, levando à execução de Álvaro.
Aquando da morte do marido em 1454, meses após o nascimento do filho, retirou-se para Arévalo, Espanha, revelando alguma perturbação mental. Em testamento do marido, Isabel ficou tutora dos filhos. A retirada da corte foi por motivo protocolar. O novo rei era Henrique IV.
Após a morte do filho Afonso, aos 15 anos de idade, Isabel piorou de saúde. A sua mãe veio de Portugal para cuidar da filha, morrendo aquela em 1465.
Não assistiu à coroação dos Reis Católicos em 1474, quando sua filha tornou-se rainha de Castela.
Morreu em 15 de agosto de 1496, na cidade de Arévalo, aos 68 anos, depois de uma vida longa e perturbada.